# 우돈타니주
우돈타니주(태국어:  อุดรธานี, Udon Thani Province)는 태국 북동부의 주이다. 이웃하는 주로는 농카이 주, 사콘나콘 주, 깔라신 주, 콘깬 주, 농부아람푸 주, 르이 주가 있다.

## 지리
우돈타니 주는 남쪽의 콘깬 주와 북쪽의 농카이 주 사이에 있는 코랏고원의 중심에 자리잡고 있다. 주도인 우돈타니 시는 철도 선이 북동쪽으로 지나가며, 사라부리에서 나콘랏차시마 주와 콘깬 주를 거쳐 농카이 시 외곽의 라오스의 접경까지 이어진다. 야간 열차를 포함한 정규 열차는 방콕과 연결된다. 주도인 우돈타니는 태국의 15번째 규모의 주이다.

## 역사
유네스코 세계유산에 등록된, 청동기 시대의 유적인 반치앙은 우돈타니 시내(현청 소재지)에서 약 135km 떨어진 곳에 있다. 이곳에 유적이 있었다고 것은 이 지방에서 농업이 발달했다는 것을 의미한다. 현재에도 우돈타니의 농업은 건조한 기후를 특징으로 하는 이서(동북부)에서 성황을 보이는 드문 예이다. 이 농업 경제의 발전은 60년대의 베트남 전쟁 시, 미국이 군사 기지를 두는 절호의 조건이 되었다(다만, 이서의 공산화를 두려워한 태국 정부의 미군에 대한 우대정책이라고 생각할 수도 있다.
1976년에 미군은 기지를 태국군에 반환했지만, 우돈타니에 군사 기지가 있던 것으로 이 지역의 체질 변화를 가져왔다. 우돈타니 지역민은 미군 접대를 위해 영어를 열심히 배웠으며, 이것은 이 지역의 국제성을 높였다. 원래 이서 지대가 빈곤한 지역이어서, 방콕 등에서 객지 생활을 하는 사람이 많았다. 우돈타니 지역민은 영어를 이용할 수 있었으므로 중동의 유전 등, 해외진출이 가능하게 되었던 것이다. 또 미군 기지가 존재했던 인연으로 이 지역과 미국이 연결되었다.

## 교통
우돈타니는 태국 나머지 지역과 항공, 철도 등으로 광범위하게 연결된다. 미따팝 로드를 포함하여 태국 북동부 이산을 통과하는 주요 고속도로 대부분이 우돈타니를 통과한다.

### 항공
- 우돈타니 국제공항은 우돈타니 주의 주요 공항으로 농카이 주 접경 근처의 므앙우돈타니군에 위치해 있다. 그 사이에 여러 항공사가 주당 160편 이상을 방콕과 연결하고 있다.[1]

### 철도
우돈타니에는 주요 철도역인 우돈타니 역이 있다.

## 행정
20개의 암프와 155개의 땀본이 있고, 그 아래로 다시 1682개의 무반이 있다.
| 1. 므앙우돈타니군 2. 꿋찹군 3. 농와소군 4. 꿈파와삐군 5. 논사앗군 6. 농한군 7. 퉁폰군 8. 차이완군 9. 시탓군 10. 왕삼모군 | 1. 반둥군 1. 반푸에군 2. 남솜군 3. 펜군 4. 상콤군 5. 농생군 6. 나융군 7. 피분락군 8. 꾸깨오군 9. 쁘라착신라빠콤군 |

## 교육
우돈타니에는 여러 개의 고등 교육 기관이 있다. 특히, 국제학교들을 주목해 볼 수 있다. 이러한 대부분의 교육 기관은 우돈타니 시의 주요 타운에 밀집해 있다.

### 공립대학교
| 이름                   | 약자 | 설립 | 위치             |
| ---------------------- | ---- | ---- | ---------------- |
| 우돈타니 라자밧 대학교 | UDRU | 1923 | 므앙 우돈타니 군 |

### 사립대학교 및 전문대
| 이름        | 약자 | 설립 | 위치             |
| ----------- | ---- | ---- | ---------------- |
| 산타폴 대학 | STU  | 1998 | 므앙 우돈타니 군 |

### 국제 학교
| 이름              | 약자 | 설립 | 위치             |
| ----------------- | ---- | ---- | ---------------- |
| 우돈타니 국제학교 | UDIS | 2013 | 므앙 우돈타니 군 |